# Imad Najah
Imad Najah (Utrecht, 19 februari 1991) is een voormalig Nederlands profvoetballer die als middenvelder speelde.

## Clubcarrière
Najah begon zijn voetballoopbaan bij HMS, waar hij al op jonge leeftijd werd opgepikt door Elinkwijk. Daar voetbalde hij een half jaar samen met Kelvin Leerdam in de E-selectie. Na een half jaar vertrok Najah in 2001 naar PSV, waar hij twaalf jaar lang in de jeugdopleiding speelde.
Hoewel Najah tijdens het seizoen 2011-2012 wel geregeld meetrainde met het eerste team van PSV onder leiding van Fred Rutten en later Phillip Cocu, maakte hij niet zijn debuut voor de ploeg uit Eindhoven.
In de zomer van 2012 vertrok Najah naar RKC Waalwijk, waar hij een contract tekende voor twee jaar. Verhuur aan FC Eindhoven was ook een optie, maar Najah wilde per se in de Eredivisie spelen. Met die club degradeerde hij op zondag 18 mei 2014 uit de erevisie na een nederlaag (over twee wedstrijden) tegen SBV Excelsior in de play-offs. In de zomer van 2015 verliet hij RKC. Hij revalideerde na een kruisbandblessure en mocht weer aan de slag bij de Waalwijkse club op amateurbasis in oktober 2015. Medio 2016 verliet hij RKC waar zijn jongere broer Anass net bij de selectie gehaald werd. 
Vervolgens trainde hij een paar weken mee bij Jong Vitesse. Op 28 december 2016 debuteerde Najah in een thuiswedstrijd tegen VV UNA. De middenvelder maakte tijdens zijn periode een uitstekende indruk en dwong vervolgens een contract af tot het einde van dit seizoen. Uiteindelijk eindigde hij met het tweede elftal op de zeventiende plaats en degradeerde daardoor naar de Derde divisie. Hierna stopte hij zijn profcarrière. In december 2017 sloot hij aan bij de Utrechtse amateurclub DHSC.

## Interlandcarrière
Najah werd geselecteerd voor elk Nederlands jeugdteam vanaf het team onder 15 jaar. In die teams speelde hij voornamelijk in de achterhoede. Samen met de drie latere A-internationals Jordy Clasie, Jeroen Zoet en Ricardo van Rhijn kwam hij uit op het EK Onder-17 2008 in Turkije en het EK Onder-19 2010 in Frankrijk. In beiden teams had Najah een basisplaats. Tijdens het EK in Turkije kwam het Nederlands team tot aan de halve finale.
Najah besloot vervolgens om de overstap te maken naar de Marokkaanse vertegenwoordigende elftallen. Met het Marokkaans Olympisch elftal kwam Najah in 2012 uit op de Olympische Spelen in Londen. Marokko werd hier in de groepsfase uitgeschakeld. Najah kwam in twee wedstrijden als invaller in actie.